# William Cavendish
William Cavendish (n. 8 mai 1720 – d. 2 octombrie 1764) a fost un politician britanic, prim ministru al Marii Britanii între  1756 și 1757.
1. ↑  William Cavendish, GeneaStar
2. ↑  RKDartists, accesat în 23 august 2017
3. ↑  William Cavendish, 4th Duke of Devonshire, SNAC, accesat în 9 octombrie 2017
4. ↑  William Cavendish, 4th Duke of Devonshire, The Peerage, accesat în 9 octombrie 2017
5. ↑  William Cavendish, Find a Grave, accesat în 9 octombrie 2017
6. 1 2 3 4 5 6 7 8 9 10 11  Kindred Britain
7. ↑  The Peerage
8. ↑  Autoritatea BnF, accesat în 10 octombrie 2015